# الدوري الإيطالي 1933–34
الدوري الإيطالي الدرجة الأولى 1933–34 (بالإيطالية: Serie A 1933-1934)‏ هو موسم من الدوري الإيطالي الدرجة الأولى. أقيم خلال الفترة 10 سبتمبر 1933 وحتى 29 أبريل 1934، وفاز فيه يوفنتوس.